# Coppa Italia 2010-2011 (calcio femminile)
L'edizione 2010-2011 è stata la trentanovesima della storia della Coppa Italia di calcio femminile. È stata vinta dalla Torres, che ha così conquistato il suo ottavo titolo nella competizione.

## Squadre partecipanti
Al torneo di Coppa Italia di calcio femminile sono iscritte le 14 squadre che di Serie A, le 24 squadre di Serie A2 e le 32 squadre di Serie B.

### Serie A
- Bardolino Verona
- Brescia
- Chiasiellis
- Firenze
- Lazio CF
- Mozzanica
- Orlandia97

- Reggiana
- Roma CF
- Südtirol Vintl
- Graphistudio Tavagnacco
- Torino
- Torres
- Venezia 1984

### Serie A2
Girone A
- Alessandria
- Allservicesystem Oristano
- Atalanta
- Como 2000
- Cuneo San Rocco
- Entella
- Fiammamonza
- Juventus Torino
- ACF Milan
- Olbia
- Sestrese Multedo
- Tradate Abbiate

Girone B
- Enodoro Marsala
- Exto Schio 06
- Fortitudo Mozzecane
- Grifo Perugia
- Imolese
- Napoli
- Pink Sport Time
- Pordenone
- Riviera di Romagna
- Siena
- Vicenza
- Vis Francavilla Fontana

### Serie B
Girone A
- Brixen OBI
- Caprera
- Gordige
- Inter Milano
- Le Maddalene
- Mestre 1999
- Real Meda
- Union Villanova
- Valpo Pedemonte
- Vittorio Veneto
- Ženský-Padova

Girone B
- ANSPI Marsciano
- Arezzo
- Bogliasco Pieve
- Castelvecchio
- Hispellum
- Olimpia Forlì
- Olimpia Vignola
- Packcenter Imola
- San Zaccaria
- Spezia
- Villacidro Villgomme

Girone C
- Aquile Palermo
- Camaleonte
- Campobasso
- Eurnova
- Filsport Castellana
- Real Cosenza
- Real Marsico
- Res Roma
- Salento Donne
- Wom. Civitavecchia

## Primo turno
Al primo turno hanno partecipato le squadre di Serie A2 e di Serie B. Le gare di andata e ritorno, disputate il 5 e il 12 settembre 2010.
| Squadra 1            | Totale             | Squadra 2                 | Andata | Ritorno        |
| -------------------- | ------------------ | ------------------------- | ------ | -------------- |
| Bogliasco Pieve      | 1 - 6              | Sestrese Multedo          | 1 - 4  | 0 - 2          |
| Spezia               | 4 - 6              | Entella                   | 2 - 3  | 2 - 3          |
| Cuneo San Rocco      | 2 - 7              | Alessandria               | 1 - 5  | 1 - 2          |
| Juventus Torino      | 0 - 7              | Milan                     | 0 - 4  | 0 - 3          |
| Tradate Abbiate      | 3 - 8              | Como 2000                 | 3 - 3  | 0 - 5          |
| Inter Milano         | 3 - 6              | Atalanta                  | 2 - 2  | 1 - 4          |
| Fiammamonza          | 3 - 2              | Real Meda                 | 1 - 1  | 2 - 1          |
| Le Maddalene         | 2 - 3              | Brixen OBI                | 2 - 0  | 0 - 3          |
| Valpo Pedemonte      | 1 - 5              | Fortitudo Mozzecane       | 1 - 2  | 0 - 3          |
| Vittorio Veneto      | 2 - 4              | Pordenone                 | 1 - 2  | 1 - 2          |
| Mestre 1999          | 3 - 2              | Vicenza                   | 3 - 1  | 0 - 1          |
| Union Villanova      | 7 - 4              | Exto Schio 06             | 3 - 0  | 4 - 4          |
| Gordige              | 5 - 4              | Ženský-Padova             | 4 - 3  | 1 - 1          |
| Olimpia Vignola      | 5 - 3              | Packcenter Imola          | 2 - 1  | 3 - 2          |
| Olimpia Forlì        | 2 - 7              | Imolese                   | 2 - 2  | 0 - 5          |
| San Zaccaria         | 2 - 7              | Riviera di Romagna        | 1 - 4  | 1 - 3          |
| Arezzo               | 1 - 5              | Siena                     | 1 - 2  | 0 - 3          |
| Hispellum            | 3 - 7              | Castelvecchio             | 2 - 3  | 1 - 4          |
| ANSPI Marsciano      | 0 - 11             | Grifo Perugia             | 0 - 8  | 0 - 3          |
| Caprera              | 1 - 5              | Olbia                     | 0 - 3  | 1 - 2          |
| Villacidro Villgomme | 6 - 4              | Allservicesystem Oristano | 2 - 2  | 4 - 2          |
| Res Roma             | 2 - 2 (3-5 d.t.r.) | Eurnova                   | 1 - 1  | 1 - 1 (d.t.s.) |
| Napoli               | 4 - 3              | Women Civitavecchia       | 4 - 1  | 0 - 2          |
| Salento Donne        | 1 - 12             | Vis Francavilla Fontana   | 1 - 5  | 0 - 7          |
| Filsport Castellana  | 1 - 1 (g.f.c.)     | Pink Sport Time           | 0 - 0  | 1 - 1          |
| Real Marsico         | 5 - 4              | Campobasso                | 3 - 0  | 2 - 4          |
| Camaleonte           | 1 - 3              | Real Cosenza              | 1 - 0  | 0 - 3          |
| Aquile Palermo       | 2 - 3              | Enodoro Marsala           | 1 - 2  | 1 - 1          |

## Secondo turno
Le gare sono di sola andata, disputate il 19 settembre 2010.
| Squadra 1            | Risultato                   | Squadra 2               |
| -------------------- | --------------------------- | ----------------------- |
| Sestrese Multedo     | 4 - 0                       | Entella                 |
| Alessandria          | 0 - 5                       | Milan                   |
| Como 2000            | 6 - 0                       | Fiammamonza             |
| Brixen OBI           | 0 - 5                       | Atalanta                |
| Mestre 1999          | 2 - 3                       | Fortitudo Mozzecane     |
| Union Villanova      | 0 - 1                       | Pordenone               |
| Gordige              | 3 - 0                       | Riviera di Romagna      |
| Olimpia Vignola      | 1 - 6                       | Imolese                 |
| Castelvecchio        | 1 - 2                       | Grifo Perugia           |
| Villacidro Villgomme | 1 - 0 (d.t.s.)              | Olbia                   |
| Eurnova              | 3 - 3 (d.t.s.) (3-5 d.t.r.) | Siena                   |
| Real Marsico         | 1 - 5                       | Napoli                  |
| Filsport Castellana  | 1 - 6                       | Vis Francavilla Fontana |
| Real Cosenza         | 2 - 0                       | Enodoro Marsala         |

## Terzo turno
Al terzo turno hanno partecipato le 14 squadre vincitrici il secondo turno e 10 squadre della Serie A. Le gare sono di sola andata, disputate il 3 ottobre 2010 tranne per Milan-Brescia, rinviata al 13 ottobre per l'impegno in nazionale di alcune atlete di quest'ultima.
| Squadra 1            | Risultato                   | Squadra 2               |
| -------------------- | --------------------------- | ----------------------- |
| Sestrese Multedo     | 2 - 3                       | Torino                  |
| Milan                | 2 - 5                       | Brescia                 |
| Como 2000            | 1 - 5                       | Mozzanica               |
| Atalanta             | 0 - 0 (d.t.s.) (3-4 d.t.r.) | Südtirol Vintl          |
| Fortitudo Mozzecane  | 2 - 1                       | Venezia 1984            |
| Pordenone            | 1 - 2                       | Chiasiellis             |
| Gordige              | 2 - 3                       | Imolese                 |
| Grifo Perugia        | 2 - 4                       | Firenze                 |
| Villacidro Villgomme | 0 - 3                       | Roma                    |
| Siena                | 0 - 4                       | Lazio                   |
| Napoli               | 2 - 4                       | Vis Francavilla Fontana |
| Real Cosenza         | 0 - 0 (d.t.s.) (3-4 d.t.r.) | Orlandia 97             |

## Ottavi di finale
Agli ottavi di finale hanno partecipato le 12 squadre vincitrici il terzo turno più Torres, Bardolino Verona, Graphistudio Tavagnacco e Reggiana. Le gare sono di sola andata, disputate il 23 e il 24 ottobre 2010, tranne per Brescia-Mozzanica, rinviata al 10 novembre per l'impegno in nazionale di alcune atlete di quest'ultima, e Torino-Torres giocata l'8 dicembre.
| Squadra 1               | Risultato | Squadra 2           |
| ----------------------- | --------- | ------------------- |
| Torino                  | 1 - 4     | Torres              |
| Brescia                 | 3 - 2     | Mozzanica           |
| Südtirol Vintl          | 0 - 1     | Bardolino Verona    |
| Chiasiellis             | 0 - 1     | Tavagnacco          |
| Imolese                 | 2 - 0     | Fortitudo Mozzecane |
| Firenze                 | 1 - 0     | Reggiana            |
| Roma                    | 1 - 3     | Lazio               |
| Vis Francavilla Fontana | 1 - 0     | Orlandia 97         |

## Quarti di finale
| Squadra 1        | Totale | Squadra 2               | Andata | Ritorno |
| ---------------- | ------ | ----------------------- | ------ | ------- |
| Torres           | 4 - 0  | Brescia                 | 0 - 0  | 4 - 0   |
| Bardolino Verona | 0 - 11 | Tavagnacco              | 0 - 3  | 0 - 8   |
| Imolese          | 1 - 8  | Firenze                 | 0 - 2  | 1 - 6   |
| Lazio            | 4 - 2  | Vis Francavilla Fontana | 3 - 0  | 1 - 2   |

## Semifinali
| Squadra 1  | Totale | Squadra 2 | Andata | Ritorno |
| ---------- | ------ | --------- | ------ | ------- |
| Torres     | 6 - 0  | Lazio     | 3 - 0  | 3 - 0   |
| Tavagnacco | 3 - 1  | Firenze   | 2 - 0  | 1 - 1   |

## Finale
| Arbitro: | Andrea Gironda (Bari) |

|                              |           |  |
| Panico 12’ Iannella 17’, 33’ | Marcatori |  |

| Torres | Tavagnacco |

### Formazioni
|                 |    |                     |     |
|                 |    |                     |     |
| POR             | 1  | Arianna Criscione   | 83’ |
| DIF             |    | Raffaella Manieri   |     |
| DIF             |    | Giorgia Motta       |     |
| DIF             |    | Daniela Stracchi    |     |
| DIF             |    | Elisabetta Tona     |     |
| CEN             |    | Silvia Fuselli      | 73’ |
| CEN             |    | Elisa Camporese     |     |
| CEN             |    | Martina Cortesi     |     |
| ATT             |    | Patrizia Panico (C) |     |
| ATT             |    | Alessia Fadda       | 78’ |
| ATT             |    | Sandy Iannella      |     |
| A disposizione: |    |                     |     |
| POR             | 12 | Michela Cupido      | 83’ |
| ATT             |    | Ángeles Parejo      | 73’ |
| CEN             |    | Tamara Pintus       | 78’ |
| Allenatore:     |    |                     |     |
| Salvatore Arca  |    |                     |     |

|                |   |                    |     |
|                |   |                    |     |
| POR            | 1 | Chiara Marchitelli |     |
| DIF            |   | Laura Neboli       |     |
| DIF            |   | Michela Rodella    | 66’ |
| DIF            |   | Michela Martinelli |     |
| DIF            |   | Maria Sorvillo     |     |
| CEN            |   | Laura Tommasella   | 48’ |
| CEN            |   | Paola Brumana      |     |
| CEN            |   | Alice Parisi       | 54’ |
| ATT            |   | Tatiana Bonetti    |     |
| ATT            |   | Sara Di Filippo    | 87’ |
| ATT            |   | Penelope Riboldi   |     |
| A disposizione |   |                    |     |
| DIF            |   | Maria Zuliani      | 66’ |
| CEN            |   | Elena Stabile      | 48’ |
| DIF            |   | Stefania Donà      | 87’ |
| Allenatore:    |   |                    |     |
| Edoardo Bearzi |   |                    |     |